# Palazzo Doria-Pamphilj (Valmontone)
Palazzo Doria-Pamphilj è un edificio nobiliare italiano che si trova a Valmontone, comune della città metropolitana di Roma.

## Storia
Si tratta del palazzo baronale: in origine fu un castello fortificato, almeno fino alla breve parentesi dei Barberini, che iniziarono a rinnovare e ampliare la fortezza nella prima metà del XVII secolo. Quando il principe Camillo Pamphilj ottenne il feudo di Valmontone, nel 1651, volle creare una sorta di città ideale, la cosiddetta Città Panfilia, che comprendesse non solo il palazzo, ma anche la vicina chiesa e altri edifici, come stalle, magazzini, abitazioni. Per questa ragione richiamò a Valmontone una grande varietà di artisti. La fase costruttiva principale avvenne sotto la supervisione del padre gesuita Benedetto Molli e durò dal 1653 al 1658 circa, con modifiche più tarde, fino al XVIII secolo. Il massiccio e squadrato edificio, secondo il piano del principe, è diviso in 365 stanze, le più importanti delle quali si trovano al Piano Nobile, cioè il primo: qui si possono ancora ammirare, dopo lunghi restauri, alcuni importanti affreschi, tematicamente divisi: le quattro stanze degli Elementi (Fuoco, Aria, Acqua e Terra), i quattro camerini dedicati ai Continenti (le Americhe, Europa, Asia e Africa), la stupenda Sala del Principe, con le pareti decorate a Trompe-l'œil, e due cappelle private, dette "del Padreterno" e "di Sant'Agnese", patrona dei Pamphilj. Gli affreschi sono stati realizzati tutti tra il 1657 e il 1661 da artisti quali Pier Francesco Mola, Gaspard Dughet, Guillaume Courtois detto il Borgognone, Francesco Cozza e Mattia Preti.
Il 25 maggio del 1944 la città di Valmontone fu vittima di bombardamenti e il Palazzo Doria Pamphilj subì gravi danni, ancora in fase di ristrutturazione. 

## Museo di Palazzo Doria-Pamphilj
È situato al piano terra del Palazzo Doria-Pamphilij. Dislocato in quattro sale, offre un'introduzione ai diversi siti archeologici presenti intorno Valmontone e argomenti ad essi correlati, attraverso i reperti, plastici e altri media. Vi sono ricostruiti ad esempio il villaggio dei carbonai rinvenuto a Colle Carbone, l'insediamento agricolo di Colle dei Lepri, le terme romane annesse alla "statio" e la fornace di Colle Pelliccione. Il reperto più importante e anche il simbolo del museo è senza dubbio un pettorale in cuoio e lamine d'oro, appartenuto probabilmente ad una fanciulla.
Ad aprile 2011 fu rinvenuto un massiccio sarcofago in tufo, non lontano dal campo di volo di Valmontone: datato approssimativamente al III secolo d.C. nel manufatto sono stati rinvenuti i resti del defunto. Al momento il sarcofago è visibile in una delle sale del museo, in attesa dei lavori di restauro conservativo.